# Liste der Biografien/Bend
Liste der Biografien |
Portal Biografien |
Personensuche
# |
A |
B |
C |
D |
E |
F |
G |
H |
I |
J |
K |
L |
M |
N |
O |
P |
Q |
R |
S |
T |
U |
V |
W |
X |
Y |
Z |
?
 
Ba |
Be |
Bd |
Bg |
Bh |
Bi |
Bj |
Bl |
Bm |
Bn |
Bo |
Br |
Bs |
Bu |
Bw |
By |
Bz
 
Bea–Beb |
Bec |
Bed |
Bee |
Bef |
Beg |
Beh |
Bei |
Bej |
Bek |
Bel |
Bem |
Ben |
Beo |
Bep |
Beq |
Ber |
Bes |
Bet |
Beu |
Bev |
Bew |
Bex |
Bey |
Bez
 
Bena |
Benb |
Benc |
Bend |
Bene |
Benf |
Beng |
Benh |
Beni |
Benj |
Benk |
Benl |
Benm |
Benn |
Beno |
Benq |
Benr |
Bens |
Bent |
Benu |
Benv |
Benw |
Beny |
Benz
Die Liste der Biografien führt alle Personen auf, die in der deutschsprachigen Wikipedia einen Artikel haben. Dieses ist eine Teilliste mit 390 Einträgen von Personen, deren Namen mit den Buchstaben „Bend“ beginnt.

## Bend

### Benda
- Benda, Adolph (* 1825), deutscher Opernsänger (lyrischer Tenor)
- Benda, Amalia Carolina Louisa († 1845), deutsche Schauspielerin
- Benda, Anna Franziska († 1781), böhmisch-deutsche Sängerin (Sopran) der Musikerfamilie Benda
- Benda, Antal (1910–1997), ungarischer Feldhandballspieler
- Benda, Anton Ferdinand (1817–1893), deutscher Bauingenieur und Lübeckischer Baubeamter
- Benda, Arthur (1885–1969), deutscher Fotograf
- Benda, Carl († 1836), deutscher Musiker und Komponist
- Benda, Carl (1857–1932), deutscher Anatom und Pathologe
- Benda, Carl Ernst Eberhard (1764–1824), deutscher Schauspieler
- Benda, Carl Friedrich Franz († 1816), deutscher Kammermusiker
- Benda, Christian, Schweizer Cellist und Dirigent
- Benda, Clemens Ernst (1898–1975), deutschamerikanischer Neurochirurg
- Benda, Daniel Alexander (1786–1870), deutscher Politiker, Kaufmann, Journalist und Schriftsteller
- Benda, Denise (* 1972), brasilianische Pianistin und Klavierpädagogin
- Benda, Ernst (1925–2009), deutscher Jurist, Politiker (CDU), MdA, MdB und Präsident des BundesverfassungsgerichtsErnst Benda (1925–2009)

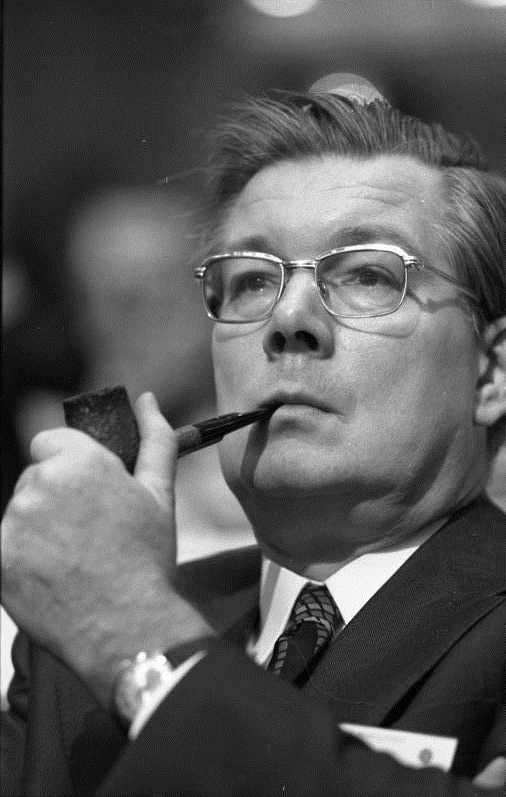
Ernst Benda (1925–2009)

- Benda, Felix (1708–1768), böhmischer Organist und Komponist
- Benda, François (* 1964), brasilianischer Klarinettist und Hochschullehrer
- Benda, František (1944–2017), tschechischer Umweltminister, Chemiker, Ingenieur und Geistlicher
- Benda, Franz (1709–1786), deutscher Violinist und Komponist der Vorklassik
- Benda, Friederike (* 1987), deutsche Politikerin (BSW)
- Benda, Friedrich (1745–1814), deutscher Komponist
- Benda, Friedrich Ludwig († 1792), deutscher Violinist und Komponist
- Benda, Georg Anton (1722–1795), böhmischer und deutscher KomponistGeorg Anton Benda (1722–1795)

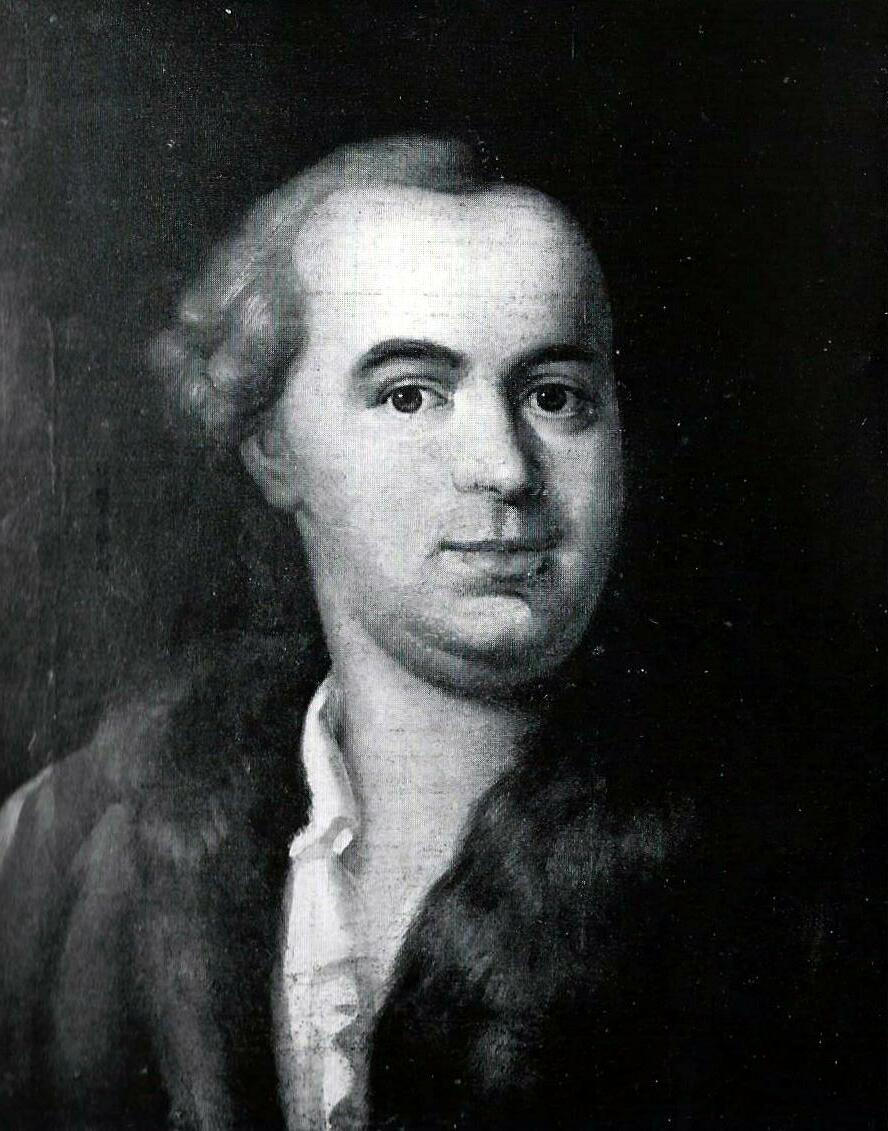
Georg Anton Benda (1722–1795)

- Benda, Gustav von (1846–1932), österreichischer Großindustrieller und Kunstsammler
- Benda, Hanns (1877–1951), deutscher Marineoffizier, zuletzt Admiral im Zweiten Weltkrieg
- Benda, Hans Georg (1686–1757), böhmischer Leineweber und Musiker sowie der Stammvater der Musikerfamilie Benda
- Benda, Hans von (1888–1972), deutscher Dirigent, Musikredakteur und Offizier
- Benda, Harry J. (1919–1971), US-amerikanischer Historiker
- Benda, Heinrich, deutscher Violinist
- Benda, Hermann Christian (1759–1805), deutscher Opernsänger (Tenor) und Schauspieler
- Benda, Ilona B. (* 1884), deutsch-amerikanische Journalistin und Autorin
- Benda, Jan (* 1972), deutsch-tschechischer Eishockeyspieler
- Benda, Jean (1874–1949), deutscher Geiger und Violinpädagoge
- Benda, Johann (1919–2012), österreichischer Eisenbahndesigner
- Benda, Johann Friedrich Ernst († 1785), deutscher Kammermusiker und Komponist
- Benda, Johann Georg (1713–1752), böhmischer Komponist
- Benda, Johannes Daniel (1849–1927), deutscher Jurist und Politiker
- Benda, Joseph († 1804), böhmisch-deutscher Musiker
- Benda, Julien (1867–1956), französischer Philosoph und Schriftsteller
- Benda, Julius (1838–1897), deutscher Architekt
- Benda, Justina, deutsche Schauspielerin und Sängerin
- Benda, Lola, Violinistin, Geigenpädagogin und Komponistin
- Benda, Louis (1873–1945), Schweizer Mediziner und Chemiker
- Benda, Margarete († 1940), deutsche Schriftstellerin und Schauspielerin
- Benda, Maria Carolina († 1820), Sängerin, Pianistin, Komponistin und Kammersängerin am Hof der Herzogin Anna Amalia von Sachsen-Weimar-Eisenach
- Benda, Nancy (* 1970), Schweizer Geigerin (Violine und Viola)
- Benda, Nikolaus (* 1978), deutscher Schauspieler und Hörspielsprecher
- Benda, Oskar (1845–1915), österreichischer Theaterschauspieler, -regisseur und -intendant
- Benda, Oskar (1886–1954), österreichischer Germanist, Literaturwissenschafter und Pädagoge
- Benda, Petr, tschechischer Chiropterologe und Hochschullehrer
- Benda, Petr (* 1982), tschechischer Basketballspieler
- Benda, Robert von (1816–1899), deutscher Politiker, MdR
- Benda, Roswitha (* 1947), österreichisch-deutsche Schauspielerin und Hörspielsprecherin
- Benda, Rudolf (1899–1973), deutscher Ingenieur und Politiker (CDU)
- Benda, Sebastian (1926–2003), Schweizer Pianist, Komponist und Musikpädagoge
- Benda, Sophia Carolina (1787–1844), deutsche Schauspielerin und Sängerin
- Benda, Steven (* 1998), deutscher FußballtorwartSteven Benda (* 1998)

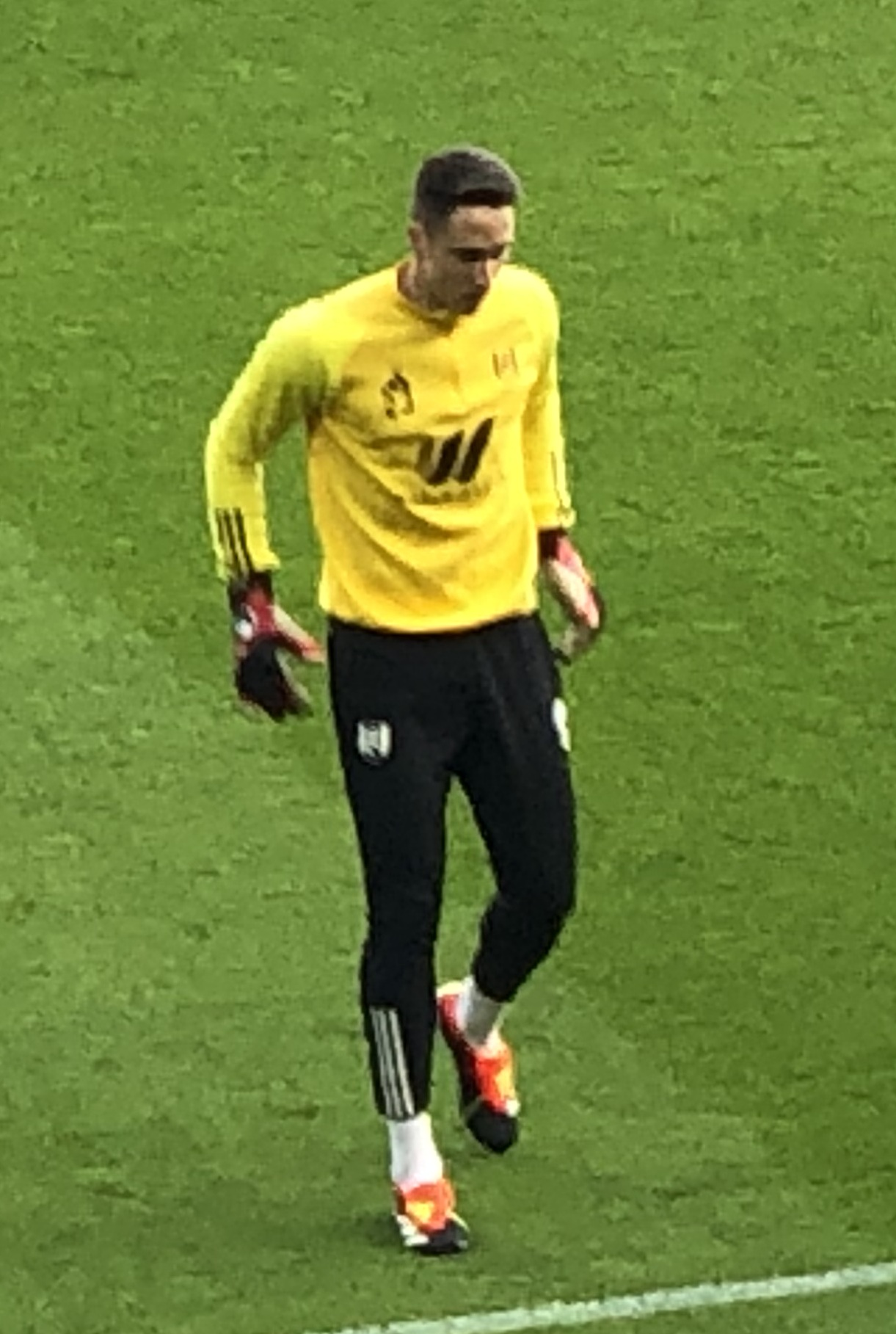
Steven Benda (* 1998)

- Benda, Susanna (1827–1912), deutsche Schauspielerin und Sängerin
- Benda, Theodor (1858–1941), deutscher Mediziner
- Benda, Willy (1870–1929), deutscher Cellist und Dirigent
- Benda, Wolfram (* 1953), deutscher Literaturwissenschaftler, Übersetzer, Buchgestalter und Verleger
- Benda-Beckmann, Franz von (1941–2013), deutscher Rechtsethnologe
- Benda-Beckmann, Keebet von (1946–2022), niederländische Rechtsethnologin
- Bendahan, Esther (* 1964), spanische Autorin
- Bendahan, Samuel (* 1980), Schweizer Politiker (SP)
- Bendahmane, Leïla (* 1959), algerische Leichtathletin
- Bendaña, Cleto (* 1790), Jefe Supremo der Provinz Honduras
- Bendandi, Poldo (1920–1991), italienischer Schauspieler
- Bendandi, Raffaele (1893–1979), italienischer Pseudowissenschaftler
- Bendaravičius, Audrius, litauischer Manager
- Bendary, Fatma el- (* 1994), ägyptische Stabhochspringerin
- Bendavid, Lazarus (1762–1832), deutscher Mathematiker und Philosoph
- Bendavid, Marc (* 1986), kanadischer SchauspielerMarc Bendavid (* 1986)

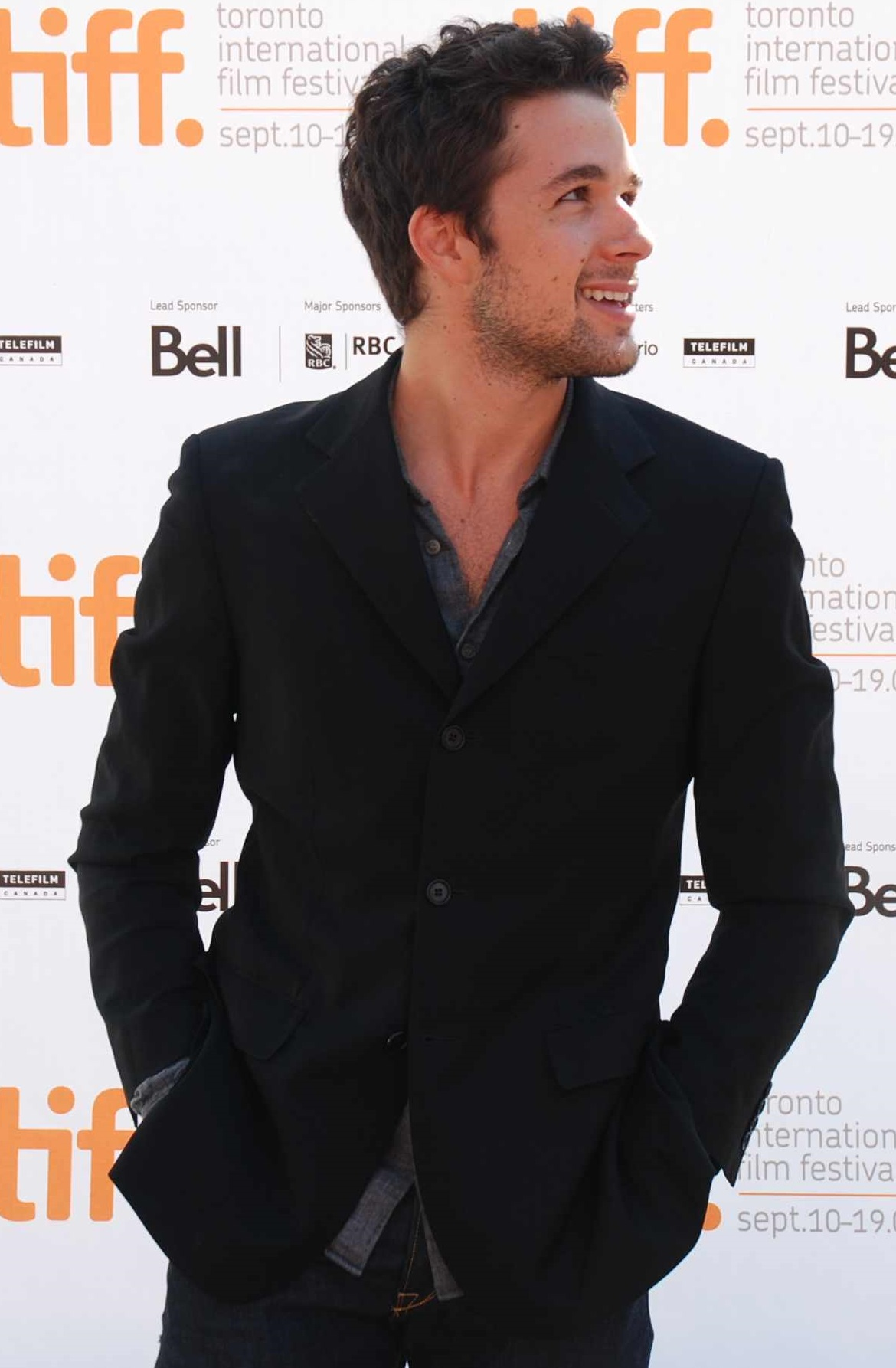
Marc Bendavid (* 1986)

- Bendazzi, Giannalberto (1946–2021), italienischer Filmhistoriker und Autor

### Bende
- Bende, Imrich (1824–1911), ungarischer Geistlicher, Bischof von Banská Bystrica
- Bendeck Olivella, Jorge, kolumbianischer Politiker und Diplomat
- Bendeke, Claus (1763–1828), norwegischer Jurist, Beamter und Inspektor von Grönland
- Bendel, Alois von (1817–1889), deutscher Theologe
- Bendel, Beate (* 1954), deutsche Keramikerin und Malerin
- Bendel, Bernhard (1908–1980), deutscher römisch-katholischer Priester
- Bendel, Emilie (1839–1915), deutsche Pädagogin, Schulgründerin und Frauenrechtlerin
- Bendel, Franz (1833–1874), österreichischer Klaviervirtuose und Komponist
- Bendel, Franz Joseph (1875–1950), deutscher katholischer Theologe, Archivar und Historiker
- Bendel, Franz Xaver von (1713–1800), österreichischer Jesuit und Dichter
- Bendel, Hans (1814–1853), Schweizer Maler und Illustrator
- Bendel, Hermann Alfred (1894–1972), deutscher Jurist und Landrat
- Bendel, Jochen (* 1967), deutscher Radio- und FernsehmoderatorJochen Bendel (* 1967)

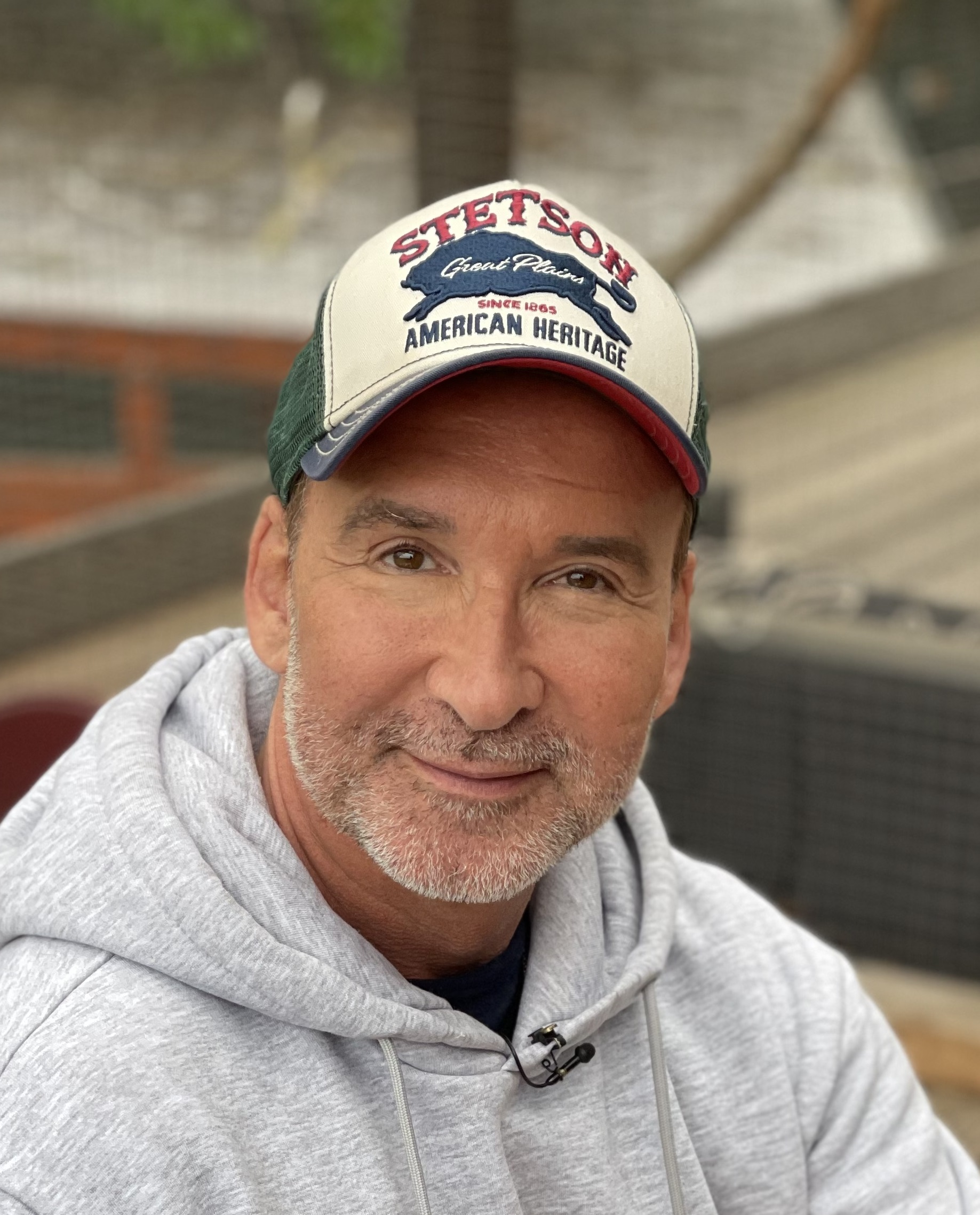
Jochen Bendel (* 1967)

- Bendel, Johann (1863–1947), deutscher Heimatforscher
- Bendel, Josef (1846–1915), österreichischer Lehrer und Politiker
- Bendel, Leo (1868–1940), deutscher Kunstsammler
- Bendel, Martin (* 1973), deutscher Verwaltungsjurist
- Bendel, Oliver (* 1968), deutscher Wirtschaftsinformatiker und Freidenker
- Bendel, Peter Emiljewitsch (1905–1989), russischer Maler
- Bendel, Petra (* 1965), deutsche Politikwissenschaftlerin
- Bendel, Rainer (* 1964), deutscher katholischer Theologe, Kirchenhistoriker, Hochschullehrer und Sachbuchautor
- Bendel, Vera, deutsche Bodybuilderin und Unternehmerin
- Bendel, Willi (1942–2020), deutscher Bodybuilder
- Bendel-Maidl, Lydia (* 1963), deutsche römisch-katholische Theologin
- Bendelack, Steve, britischer Film- und Fernsehregisseur
- Bendeleben, Balthasar von, deutscher Rittergutsbesitzer auf Aufständiger
- Bendeleben, Johann Georg von († 1689), deutscher Offizier
- Bendeleben, Martin von, deutscher Schlossherr
- Bendeleben, Ottfried von (1836–1908), US-amerikanisch-deutscher Vermesser und Goldschürfer
- Bendeleben-Uckermann, Otto von (1804–1855), Landtagsabgeordneter
- Bendeler, Johann Philipp († 1709), deutscher Organist und Orgeltheoretiker
- Bendeli, Meli (* 1989), türkische Schauspielerin
- Bendels, David (* 1985), deutscher Chefredakteur des Deutschland-KurierDavid Bendels (* 1985)

David Bendels (* 1985)

- Bendemann, Eduard (1811–1889), deutscher Maler und Medailleur
- Bendemann, Eduard von (1877–1959), deutscher Maler und Kunsthistoriker
- Bendemann, Felix von (1848–1915), deutscher Admiral der Kaiserlichen Marine
- Bendemann, Friedrich (1874–1923), deutscher Ingenieur und Luftfahrtpionier, Gründer der Deutschen Versuchsanstalt für Luftfahrt
- Bendemann, Hans (1852–1914), preußischer Offizier und Landvermesser
- Bendemann, Lida (1821–1895), deutsche Schriftstellerin
- Bendemann, Reinhard von (* 1961), deutscher evangelischer Theologe und Hochschullehrer
- Bendemann, Rudolf (1851–1884), deutscher Historienmaler
- Bendeniz (* 1973), türkische Popmusikerin
- Bender von Bienenthal, Christoph (1603–1666), Politiker der Reichsstadt Frankfurt
- Bender von Bienenthal, Jacob (1644–1695), deutscher Politiker der Reichsstadt Frankfurt
- Bender von Bienenthal, Karl (1792–1853), bayerischer Generalmajor
- Bender, Achim (* 1948), deutscher Richter am Bundespatentgericht
- Bender, Adolf (1903–1997), deutscher Maler des Impressionismus und des Expressionismus
- Bender, Adolf Gebhard (1914–1945), deutscher Schulbruder und Märtyrer
- Bender, Aimee (* 1969), US-amerikanische Schriftstellerin
- Bender, Albert (1866–1941), irisch-US-amerikanischer Versicherungsbroker, Kunstsammler, Mäzen und Philanthrop
- Bender, Albert K. (1921–2016), US-amerikanischer Ufologe und Autor
- Bender, Andrea (* 1968), deutsche Psychologin
- Bender, Andrea (* 1972), deutsche Malerin
- Bender, Angelika (* 1948), deutsche Schauspielerin
- Bender, Arnold (1904–1978), deutsch-britischer Schriftsteller
- Bender, August (1847–1926), deutscher Chemiker und Unternehmer
- Bender, August (1909–2005), deutscher SS-Sturmbannführer, Lagerarzt im KZ Buchenwald und Landarzt in Vettweiß-KelzAugust Bender (1909–2005)

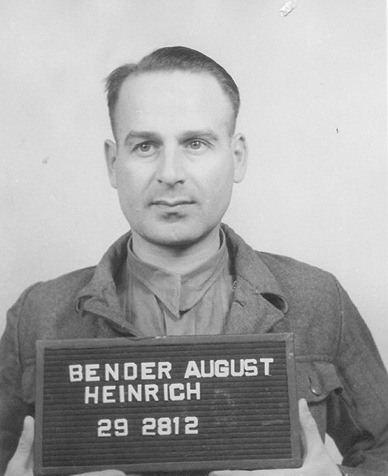
August Bender (1909–2005)

- Bender, August Anton Ernst (1813–1891), deutscher Richter und preußischer Abgeordneter
- Bender, Augusta (1846–1924), deutsche Frauenrechtlerin, Schriftstellerin
- Bender, Bastian (* 1981), deutscher Hörfunkmoderator
- Bender, Bernhard (* 1945), deutscher Politiker (SPD), MdL
- Bender, Birgitt (* 1956), deutsche Politikerin (Bündnis 90/Die Grünen), MdL, MdB
- Bender, Blasius (1670–1727), Abt des Klosters St. Blasien (1720 bis 1727)
- Bender, Blasius Kolumban von (1713–1798), deutscher Offizier
- Bender, Carl (1838–1912), deutscher evangelischer Theologe
- Bender, Carl M. (* 1943), US-amerikanischer Physiker
- Bender, Chief (1884–1954), US-amerikanischer Baseballspieler
- Bender, Christiane, deutsche Geistes- und Gesellschaftswissenschaftlerin
- Bender, David (* 1946), britischer Biochemiker
- Bender, Dawn (* 1935), US-amerikanische Schauspielerin
- Bender, Dieter (* 1940), deutscher Ruderer
- Bender, Dieter (* 1942), deutscher Wirtschaftswissenschaftler
- Bender, Dominik (1957–2023), deutscher Schauspieler, Wortsammler und Fotograf
- Bender, Dragan (* 1997), kroatischer BasketballspielerDragan Bender (* 1997)

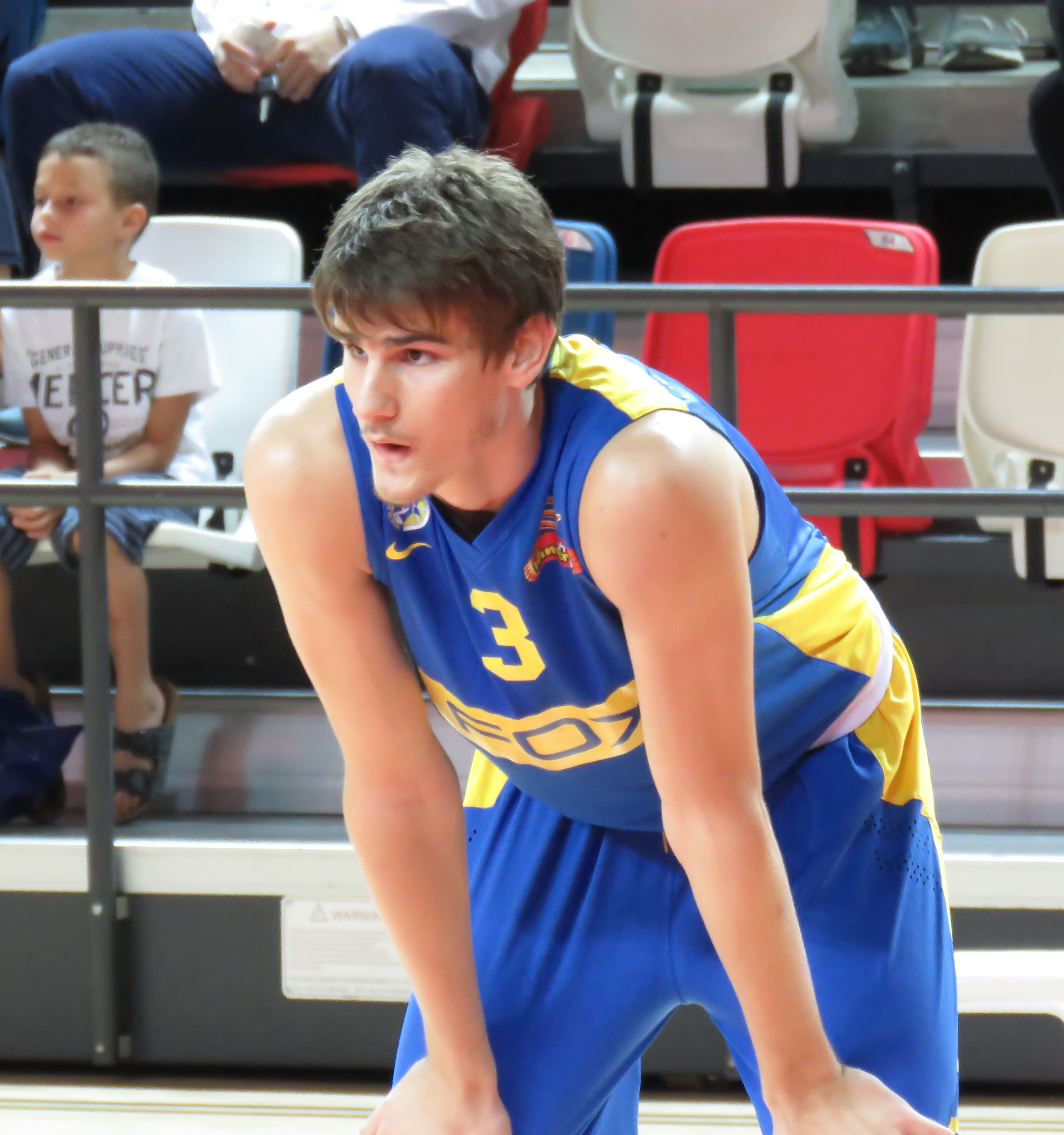
Dragan Bender (* 1997)

- Bender, Eberhard (* 1927), deutscher Beamter, Direktor des Bundesamt für Migration und Flüchtlinge
- Bender, Elly (1857–1947), deutsche Theaterschauspielerin und Sängerin (Sopran)
- Bender, Émile (1871–1953), französischer Politiker
- Bender, Emily M. (* 1973), amerikanische Linguistin und Hochschullehrerin
- Bender, Erich (1913–2002), deutscher Chorleiter und Komponist
- Bender, Erich F. (1909–1983), deutscher Regisseur und Drehbuchautor
- Bender, Eva (* 1944), schwedische Schauspielerin
- Bender, Ewald (1883–1962), deutscher Kunsthistoriker
- Bender, Ferdinand (1816–1902), deutscher evangelischer Theologe und Hofprediger
- Bender, Ferdinand (1870–1939), deutscher Anarchist und Politiker (SPD), MdR
- Bender, Franz (1873–1905), deutscher Maler
- Bender, Franz (1876–1936), deutscher Historiker, Bibliothekar und Hochschullehrer
- Bender, Franz (1882–1936), deutscher Genremaler, Porträtmaler, Stilllebenmaler und Landschaftsmaler der Düsseldorfer Schule
- Bender, Franz (1884–1983), deutscher Landrat des Landkreises Wittlich (1939–1945)
- Bender, Franz (1922–1994), deutscher Mediziner
- Bender, Franz Daniel (1815–1881), deutscher Bierbrauer
- Bender, Friedrich (1826–1908), Landtagsabgeordneter Waldeck
- Bender, Friedrich (1924–2008), deutscher Geologe
- Bender, Gabi (* 1978), deutsche Rennrodlerin
- Bender, Georg (1848–1924), deutscher Kommunalpolitiker und langjähriger Oberbürgermeister der Stadt Breslau
- Bender, George H. (1896–1961), US-amerikanischer Politiker (Republikaner)
- Bender, Gilbert (* 1952), deutscher Künstler und Radiästhet
- Bender, Gunnar (* 1971), deutscher Jurist und Lobbyist
- Bender, Hans (1907–1991), deutscher Psychologe, Parapsychologe und ArztHans Bender (1907–1991)

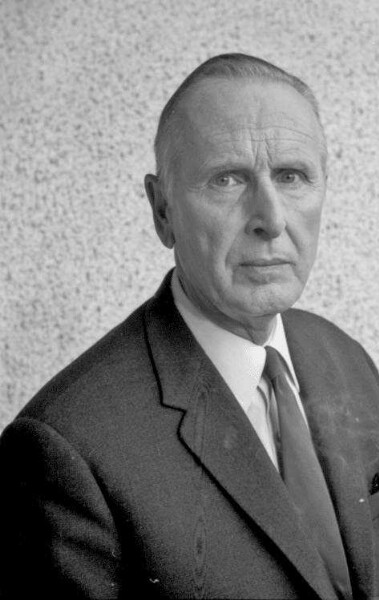
Hans Bender (1907–1991)

- Bender, Hans (1919–2015), deutscher Schriftsteller und Herausgeber
- Bender, Hans Georg (* 1943), deutscher Gynäkologe, Hochschullehrer
- Bender, Hans-Egon (* 1933), deutscher Jurist und Richter am Bundessozialgericht
- Bender, Hans-Michael (1943–2025), deutscher Politiker (CDU), MdL
- Bender, Harald (1950–2014), deutscher Künstler des Art brut
- Bender, Hedwig (1854–1928), deutsche Philosophin und Frauenrechtlerin
- Bender, Heidi (* 1957), deutsche Badmintonspielerin
- Bender, Hein (1920–1987), deutscher Maler, Zeichner und Kunstdozent
- Bender, Heinrich (1902–1943), deutscher Rugbyspieler und Ruderer
- Bender, Heinrich (1925–2016), deutscher Dirigent, Pianist und Musikpädagoge
- Bender, Helga (1942–2018), deutsche Schauspielerin
- Bender, Helmut (* 1942), deutscher Mathematiker
- Bender, Hennes (* 1968), deutscher Comedian und SynchronsprecherHennes Bender (* 1968)

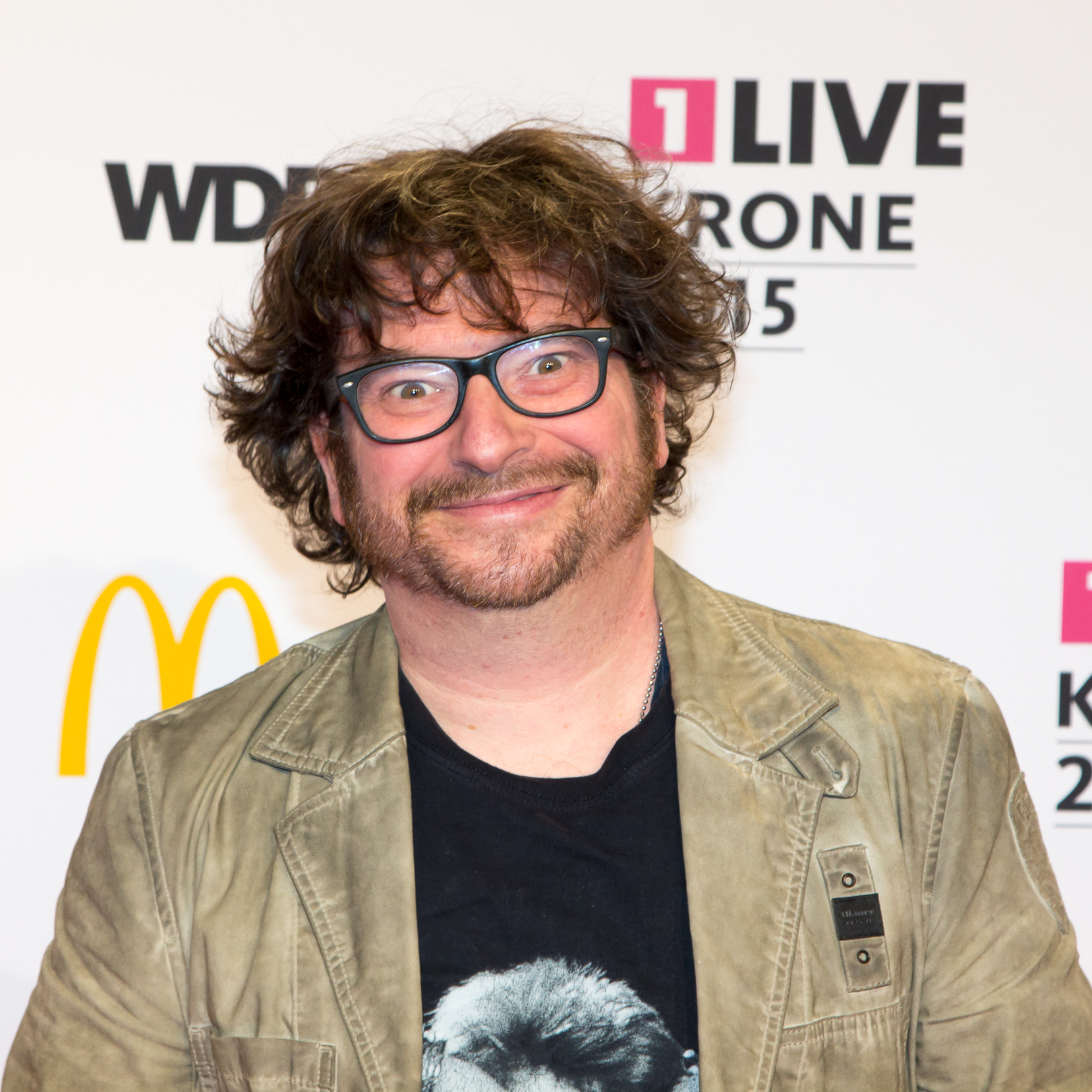
Hennes Bender (* 1968)

- Bender, Henry (1867–1935), deutscher Schauspieler
- Bender, Hermann Joseph (1835–1901), deutscher Kaufmann und Politiker, MdR
- Bender, Hilmar (* 1968), deutscher Autor und Fotograf
- Bender, Horst (1905–1987), deutscher Jurist und SS-Führer
- Bender, Horst (* 1954), deutscher Fußballspieler
- Bender, Ida (1922–2012), russlanddeutsche Schriftstellerin
- Bender, Jack (* 1949), US-amerikanischer Fernseh- und Filmregisseur, Schauspieler, Fernsehproduzent sowie Drehbuchautor
- Bender, Jakob (1910–1981), deutscher Fußballspieler
- Bender, Jan (1909–1994), niederländisch-deutscher Komponist und Kirchenmusiker
- Bender, Jean-Valentin (1801–1873), belgischer Komponist und Dirigent
- Bender, Jennie (* 1988), US-amerikanische Biathletin
- Bender, Jochen (* 1942), deutscher Leichtathlet
- Bender, Johannes (1804–1879), Bürgermeister und Mitglied der kurhessischen Ständeversammlung
- Bender, John B. (* 1940), US-amerikanischer Anglist
- Bender, Jonathan (* 1981), US-amerikanischer Basketballspieler
- Bender, Joseph (1815–1893), deutscher Pädagoge und Historiker
- Bender, Julius (1893–1966), deutscher evangelischer Theologe
- Bender, Justus (1870–1954), deutscher Reichsgerichtsrat
- Bender, Karl (1864–1910), deutscher Schauspieler
- Bender, Karl (1880–1970), deutscher Politiker (Zentrum)
- Bender, Karl Friedrich (1806–1869), deutscher Reformpädagoge
- Bender, Karl Heinz (* 1928), deutscher Schauspieler, Hörspielsprecher und Moderator
- Bender, Karl Ludwig (1811–1893), deutscher Lehrer, Journalist, Gutsbesitzer und Parlamentarier
- Bender, Karl-Heinz (1936–2017), deutscher Romanist und Hochschullehrer
- Bender, Kim (* 1969), deutschsprachige Autorin
- Bender, Klaus W. (* 1938), deutscher Journalist und Buchautor
- Bender, Kurt (1885–1960), deutscher Manager
- Bender, Landry (* 2000), US-amerikanische Schauspielerin
- Bender, Larissa (* 1958), deutsche Übersetzerin, Journalistin, Lektorin, Dozentin für Arabisch
- Bender, Lars (* 1988), deutscher Fußballspieler
- Bender, Lars (* 1989), deutscher FußballspielerLars Bender (* 1989)

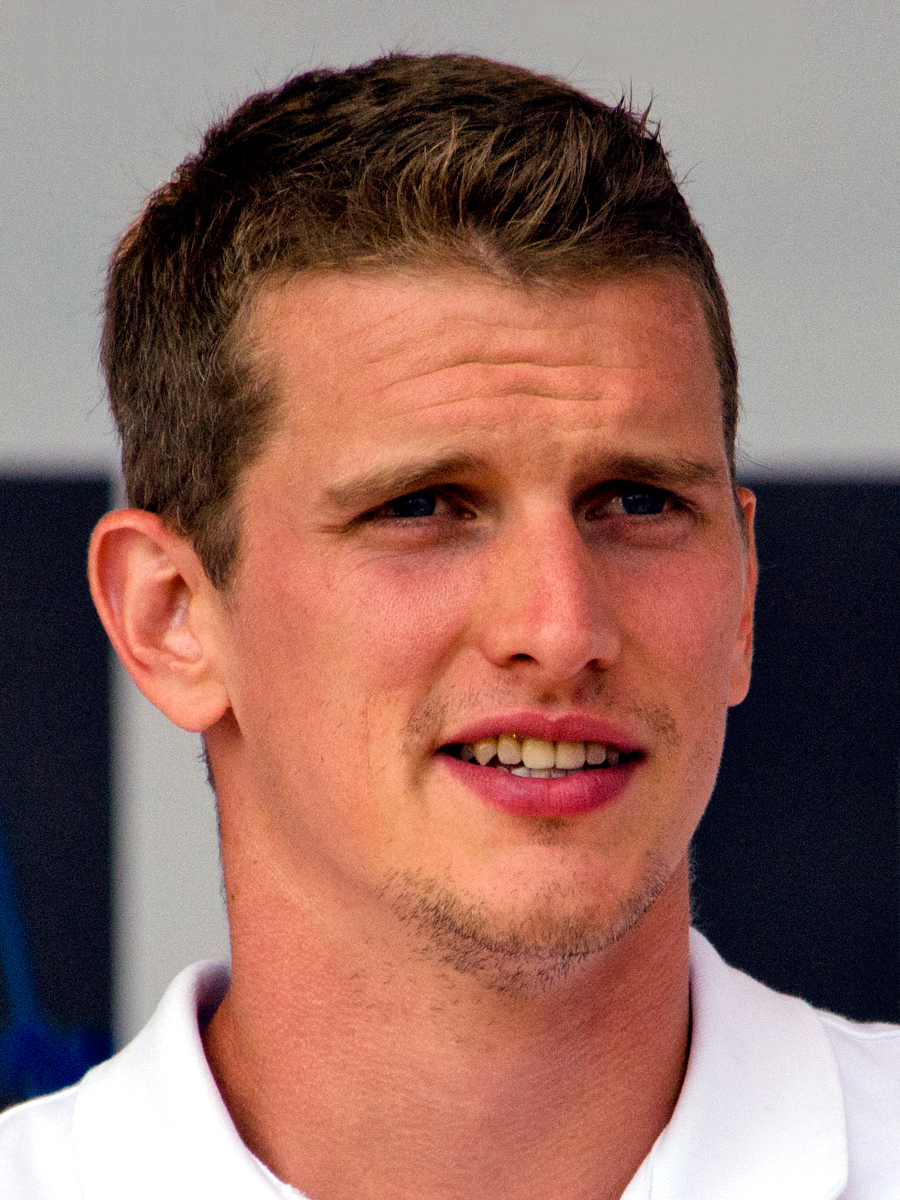
Lars Bender (* 1989)

- Bender, Lawrence (* 1957), US-amerikanischer Filmproduzent und Mitbegründer der Produktionsgesellschaft A Band Apart
- Bender, Lionel (1934–2008), US-amerikanischer Linguist
- Bender, Lon, US-amerikanischer Tontechniker
- Bender, Loreen (* 2005), deutsche Fußballspielerin
- Bender, Manfred (* 1966), deutscher Fußballspieler und -trainer
- Bender, Mark (* 1959), deutscher Countrysänger
- Bender, Martin (1731–1791), katholischer Theologe und Pfarrer
- Bender, Martin (* 1959), deutscher Jurist, Richter am Bundesgerichtshof
- Bender, Maxime (* 1982), luxemburgischer Jazzmusiker (Saxophon, Komposition)
- Bender, Melanie (* 1974), deutsche Dance- und Rock-Sängerin
- Bender, Michael, deutscher Offizier
- Bender, Michael Benedict (* 1958), deutscher Kirchenmusiker und Komponist
- Bender, Olaf (* 1968), deutscher Grafiker und Musiker
- Bender, Oliver (* 1982), deutscher Schauspieler und Synchronsprecher
- Bender, Otto (1847–1904), deutscher Kommunalpolitiker
- Bender, Otto (1897–1988), deutscher Politiker (NSDAP), NSDAP-Kreisleiter im Amtsbezirk Wiesloch, Bürgermeister von Wiesloch
- Bender, Paul (1862–1937), deutscher Maler und Grafiker
- Bender, Paul (1875–1947), deutscher Opernsänger (Bass)
- Bender, Paul (1893–1975), deutscher Politiker (KPD), MdL
- Bender, Pete Wyoming (1943–2014), deutsch-US-amerikanischer SängerPete Wyoming Bender (1943–2014)

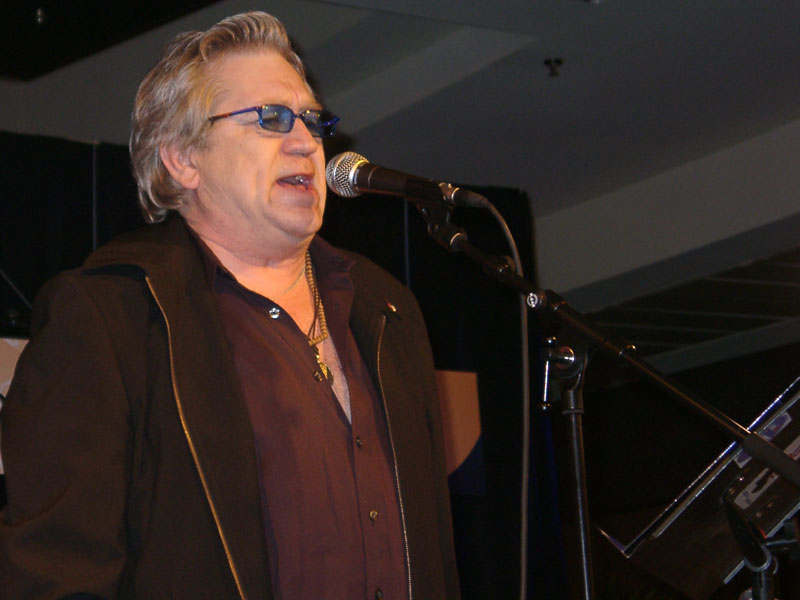
Pete Wyoming Bender (1943–2014)

- Bender, Peter (1893–1944), deutscher Schriftsteller und Religionsgründer
- Bender, Peter (1923–2008), deutscher Journalist
- Bender, Peter (* 1946), deutscher Mathematiker
- Bender, Philip (* 1980), deutscher Schauspieler
- Bender, Ralf (* 1958), deutscher Physiker, Astronom, Kosmologe und Hochschullehrer
- Bender, Reinhold F. (1908–1977), deutscher Jurist und Politiker (GB/BHE, CDU), MdB
- Bender, Ross Thomas (1929–2011), kanadischer Theologe
- Bender, Rudolf (1860–1945), deutscher Architekt, preußischer Baubeamter und Kommunalpolitiker
- Bender, Ryszard (1932–2016), polnischer Historiker und Politiker, Mitglied des Sejm
- Bender, Sebastian (* 1991), deutscher Schauspieler
- Bender, Silvia (* 1970), deutsche Agrarwissenschaftlerin und politische Beamtin (Bündnis 90/Die Grünen)
- Bender, Stanislaus (1882–1975), polnischer Maler, Zeichner und Lithograph
- Bender, Steffen, deutscher Klimawissenschaftler
- Bender, Stephan (1965–2019), deutscher Provinzialrömischer Archäologe
- Bender, Stephan (* 1989), US-amerikanischer Schauspieler
- Bender, Steve (1946–2006), deutscher Sänger, Komponist, Texter und Produzent
- Bender, Sven (* 1989), deutscher Fußballspieler und FußballtrainerSven Bender (* 1989)
- Bender, Thorsten, deutscher Koch

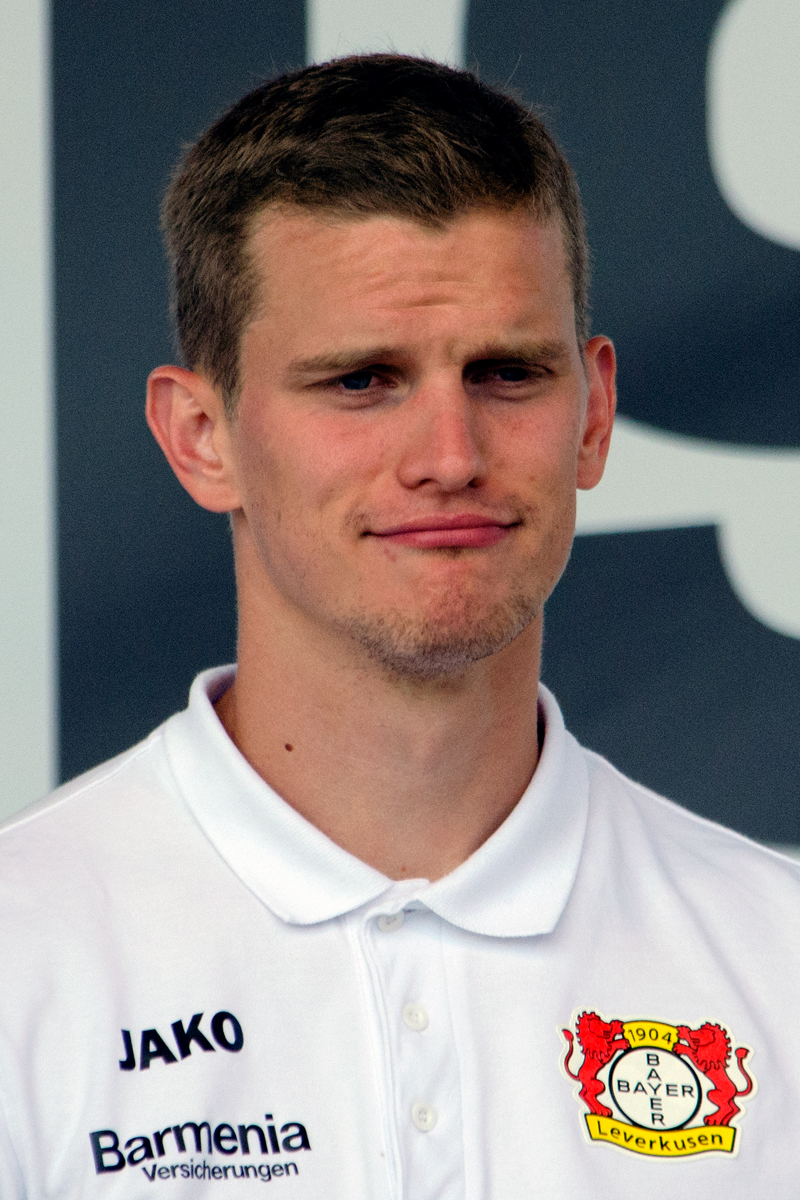
Sven Bender (* 1989)

- Bender, Tim (* 1995), deutscher Eishockeyspieler
- Bender, Tom (1965–2018), deutscher Sportjournalist und Medienmanager
- Bender, Traugott (1927–1979), deutscher Politiker (CDU) und Jurist
- Bender, Waldemar (1885–1950), deutscher Konteradmiral der Kriegsmarine
- Bender, Walter (1903–1986), deutscher Politiker (FDP), MdL
- Bender, Wilhelm (1845–1901), deutscher protestantischer Theologe
- Bender, Wilhelm (1911–1944), deutscher Kirchenmusiker, Glockenspieler und Komponist
- Bender, Wilhelm (1915–1944), deutscher Fußballspieler
- Bender, Wilhelm (* 1944), deutscher Manager und Vorstandsvorsitzender der Fraport AGWilhelm Bender (* 1944)

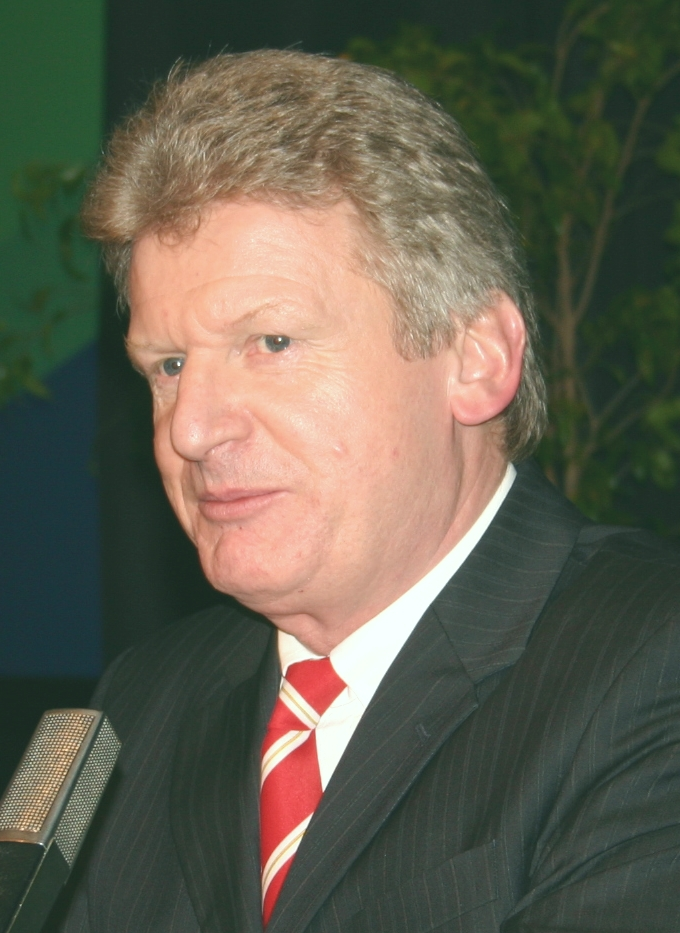
Wilhelm Bender (* 1944)

- Bender, Wolfgang (1931–2017), deutscher römisch-katholischer Theologe
- Bender, Wolfgang (* 1946), deutscher Ethnologe und Afrikawissenschaftler
- Bender-Rummler, Nicole (* 1982), deutsche Fußballspielerin und Funktionärin
- Benderer, Talina (* 2006), Schweizer Eishockeytorhüterin
- Benderli Mehmed Selim Sırrı Pascha (1771–1831), türkischer Großwesir des Osmanischen Reiches
- Bendermacher, Matthias Konstantin (1814–1880), deutscher Notar
- Benders, Jacques (1924–2017), niederländischer Mathematiker
- Bendersky, Joseph (* 1946), US-amerikanischer Historiker
- Bendetti, Michael (* 1967), US-amerikanischer Schauspieler und Filmproduzent
- Bendewald, Andrea (* 1970), US-amerikanische Schauspielerin

### Bendf
- Bendfeldt, Laura (1919–1948), guatemaltekische Lehrerin und Frauenrechtlerin

### Bendi
- Bendi, Annemarii (* 2001), estnische Nordische Kombiniererin und Skispringerin
- Bendian, Gregg (* 1963), US-amerikanischer Jazzmusiker
- Bendib, Khalil, amerikanischer Politkarikaturist
- Bendico, Victor (* 1960), philippinischer Geistlicher, römisch-katholischer Erzbischof von Capiz
- Bendidio, Lucrezia (* 1547), italienische Hofdame
- Bendiek, Sabine (* 1966), deutsche Managerin, Vorsitzende der Geschäftsführung von Microsoft DeutschlandSabine Bendiek (* 1966)

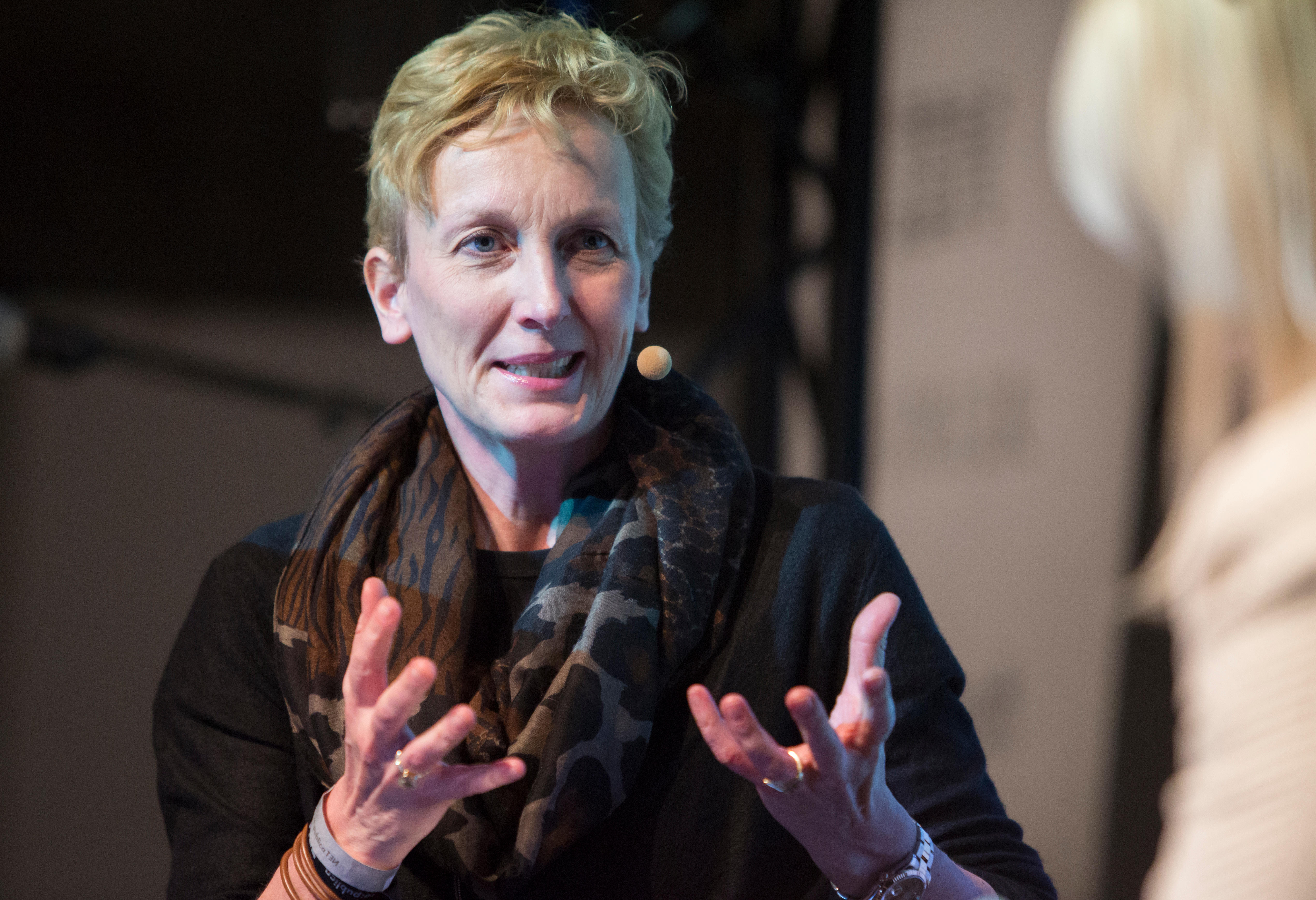
Sabine Bendiek (* 1966)

- Bendien, Eva (1921–2000), niederländische Galeristin und Kunsthändlerin
- Bendiener, Oscar (1870–1940), österreichischer Dramatiker, Journalist, Schriftsteller und Bahnbeamter
- Bendig, Brunon (1938–2006), polnischer Boxer
- Bendig, Heinz (1921–2016), deutscher Politiker (SED), MdL Mecklenburg
- Bendig, Jan (* 1994), tschechischer Sänger, Musiker und Schauspieler
- Bendig, Marie (* 1997), deutsche SchauspielerinMarie Bendig (* 1997)

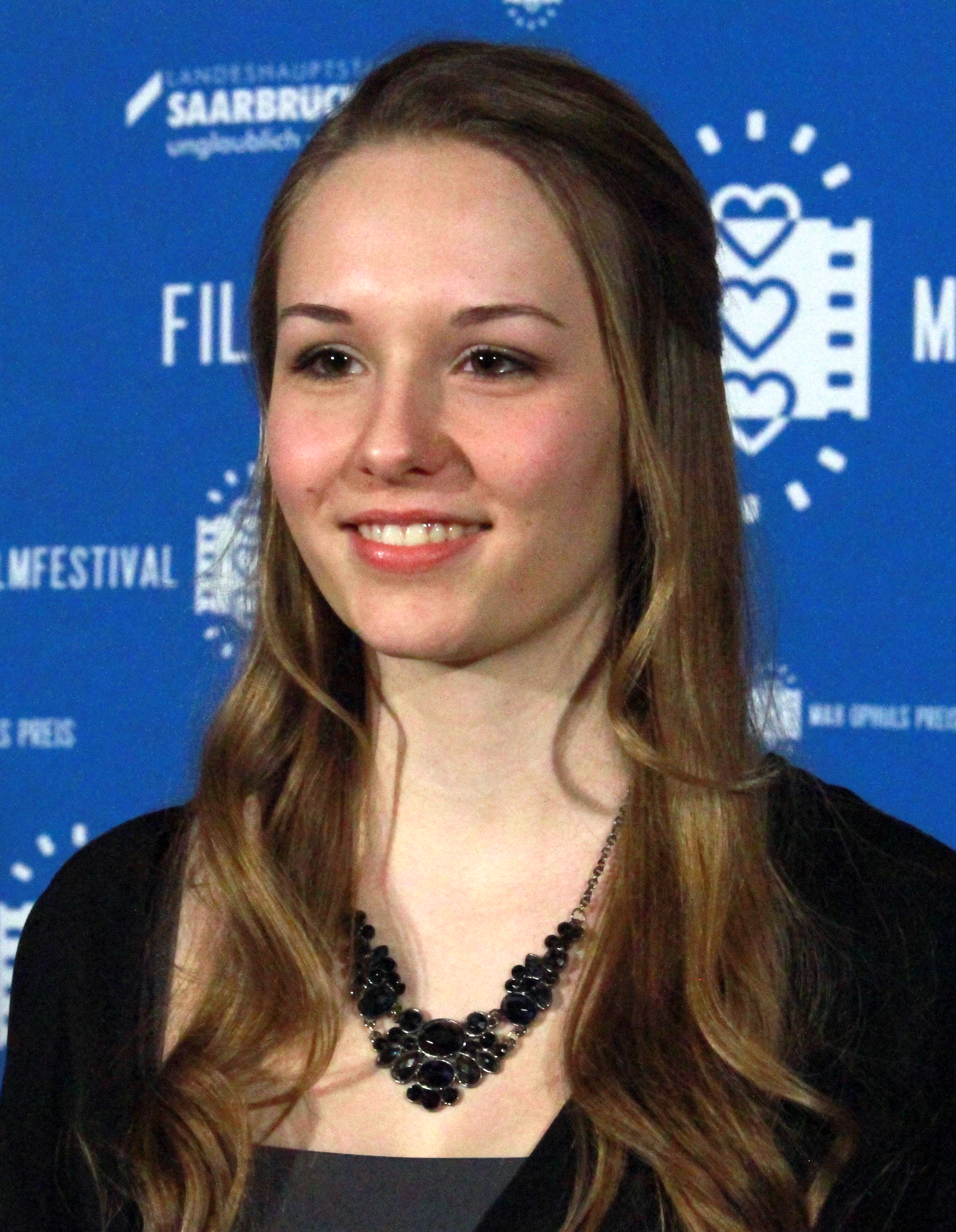
Marie Bendig (* 1997)

- Bendig, Nora (* 1944), deutsche Schauspielerin
- Bendig, Torben (* 1988), deutscher Schauspieler
- Bendik (* 1990), norwegische Sängerin und Songwriterin
- Bendík, Ján (* 1965), slowakischer Pokerspieler
- Bendik, Joe (* 1989), US-amerikanischer Fußballtorhüter
- Bendík, Martin (* 1993), slowakischer Skirennläufer
- Bendík, Ondrej (1930–2017), tschechoslowakischer Eishockeyspieler und -trainer
- Bendika, Baiba (* 1991), lettische Biathletin
- Bendikaitė, Eglė (* 1976), litauische Historikerin
- Bendikowski, Tillmann (* 1965), deutscher Journalist und Historiker
- Bendiks, Sascha (* 1968), deutscher Sänger, Musiker, Liedermacher und Komponist
- Bendiksen, Arne (1926–2009), norwegischer Sänger, Komponist und Musikproduzent
- Bendiksen, Jonas (* 1977), norwegischer Fotojournalist
- Bendin, Eckhard (* 1941), deutscher Architekt, Industriedesigner, Künstler, Hochschullehrer, Kurator, Herausgeber und Autor
- Bendin, Ilse (* 1940), deutsche Schauspielerin und Hörspielsprecherin
- Bendine, Aldemir (* 1963), brasilianischer Bankmanager
- Bendiner, Max (1865–1924), deutscher Verwaltungsbeamter und Politiker (SPD), MdL
- Bendinger, Jessica (* 1966), US-amerikanische Drehbuchautorin und Regisseurin
- Bendinskas, Aleksandras (1920–2015), litauischer Politiker, Mitglied des Seimas
- Bendis, Brian Michael (* 1967), US-amerikanischer Comicautor
- Bendito, Antero (* 1968), osttimoresischer Unabhängigkeitsaktivist, Sozialwissenschaftler, Hochschullehrer und Politiker
- Bendix, Albert (1879–1940), deutscher Bankier und Vorstand der jüdischen Gemeinde in Köln
- Bendix, Alice (1894–1943), Leiterin des jüdischen Kinderheimes „Antonienheim“ in München
- Bendix, Benedict Heinrich (1768–1828), deutscher Zeichner und Kupferstecher
- Bendix, Bernhard (1863–1943), deutscher Kinderarzt
- Bendix, Dieter (* 1957), deutscher Fußballspieler
- Bendix, Dietmar (* 1951), deutscher Basketballfunktionär
- Bendix, Fritz (1847–1914), dänischer Musiker
- Bendix, Hans (1909–1988), deutscher Chemiker
- Bendix, Hermann (1859–1935), deutscher Pädagoge, Kantor und Komponist
- Bendix, Horst (1930–2023), deutscher Ingenieur
- Bendix, Jörg (* 1961), deutscher Physischer Geograph und Professor
- Bendix, Joseph (1874–1904), deutscher Regierungs-Baumeister und Leutnant der Reserve
- Bendix, Leopold (1818–1883), deutscher Historien-, Genre und Porträtmaler der Düsseldorfer Schule
- Bendix, Ludwig (1857–1923), Theologe und Abgeordneter
- Bendix, Ludwig (1877–1954), deutscher Jurist, Finanzberater und Nationalökonom
- Bendix, Martin (1843–1915), deutscher Unterhaltungskünstler, Sänger, Komödiant und Schauspieler
- Bendix, Max (1866–1945), US-amerikanischer Violinist und Dirigent
- Bendix, Moses (1800–1845), deutscher Textilunternehmer
- Bendix, Ralf (1924–2014), deutscher Schlagersänger
- Bendix, Regina (* 1958), Schweizer Kulturanthropologin und Ethnologin
- Bendix, Reinhard (1916–1991), deutsch-US-amerikanischer Soziologe
- Bendix, Viktor (1851–1926), dänischer Komponist
- Bendix, Vincent Hugo (1882–1945), US-amerikanischer Erfinder und Industrieller
- Bendix, William (1906–1964), US-amerikanischer Schauspieler
- Bendix-Balgley, Noah (* 1984), amerikanischer Geiger
- Bendixen, Ann-Kathrin (* 1999), deutsche Weltreisende, Influencerin und Autorin
- Bendixen, Britta (* 1968), deutsche Schriftstellerin
- Bendixen, Friedrich (1864–1920), deutscher Nationalökonom
- Bendixen, Katharina (* 1981), deutsche Schriftstellerin und Übersetzerin
- Bendixen, Klaus (1924–2003), deutscher Maler und Kunsthochschulprofessor
- Bendixen, Louis (* 1995), dänischer Radrennfahrer
- Bendixen, Ole (1869–1958), dänischer Kaufmann und Inspektor in Grönland
- Bendixen, Oliver (* 1951), deutscher Journalist
- Bendixen, Peter (1933–2014), deutscher Hochschullehrer, Ökonom und Kulturwissenschaftler
- Bendixen, Peter (1943–2007), deutscher Politiker (CDU), MdL, Landesminister in Schleswig-Holstein
- Bendixen, Siegfried Detlev (1786–1864), dänisch-deutscher Maler und Grafiker
- Bendixsen, Axel (1884–1965), dänischer Bauingenieur
- Bendixson, Ivar (1861–1935), schwedischer Mathematiker

### Bendj
- Bendjedid, Chadli (1929–2012), algerischer Präsident (1979–1992)
- Bendjelloul, Malik (1977–2014), schwedischer Dokumentarfilmer und früherer KinderschauspielerMalik Bendjelloul (1977–2014)

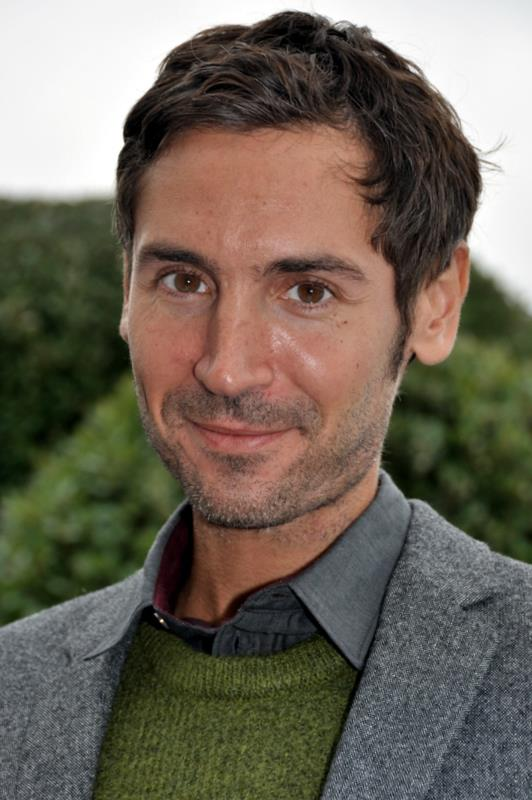
Malik Bendjelloul (1977–2014)

- Bendjemaa, Abdennour (* 1998), algerischer Sprinter

### Bendk
- Bendkowski, Halina (* 1949), deutsche Journalistin, Herausgeberin, Politikerin (Parteilos, Bündnis 90/Die Grünen, bis 1991), MdA
- Bendkowski, Kazimierz (1948–2023), polnischer Photo- und Filmkünstler

### Bendl
- Bendl, Edmund Josef (1914–1984), österreichischer Lehrer und Schriftsteller
- Bendl, Ehrgott Bernhard († 1738), deutscher Bildhauer und Stuckateur
- Bendl, Ignaz, Maler, Bildhauer, Kupferstecher und Elfenbeinschnitzer
- Bendl, Jakob, deutscher Bildhauer
- Bendl, Johann Christoph († 1690), deutscher Bildhauer
- Bendl, Johann Georg († 1680), böhmischer Bildhauer
- Bendl, Karel (1838–1897), tschechischer Komponist
- Bendl, Regine (* 1963), österreichische Wirtschaftswissenschaftlerin und Hochschullehrerin
- Bendler, Gebhard (* 1983), österreichischer Historiker, Berg- und Skiführer sowie Sportkletterer
- Bendler, Helmut (1913–1994), deutscher Jurist und Richter am Bundesgerichtshof
- Bendler, Johann Christoph (1789–1873), Ratsmaurermeister und Kommunalpolitiker
- Bendler, Ludwig (* 1855), deutscher Schriftsteller
- Bendler, Markus (* 1984), österreichischer Kletterer, Eiskletterweltmeister
- Bendler, Martina (* 1957), deutsche Politikerin (Bündnis 90/Die Grünen), MdL
- Bendlin, Andreas (* 1966), deutscher Althistoriker
- Bendlin, Cynthia, paraguayische Menschenrechtsaktivistin
- Bendlin, Kurt (1943–2024), deutscher Leichtathlet und Olympiamedaillengewinner

### Bendo
- Bendo, Max (* 1972), kenianisch-türkischer Schauspieler
- Bendokat, Margit (* 1943), deutsche Schauspielerin und SynchronsprecherinMargit Bendokat (* 1943)

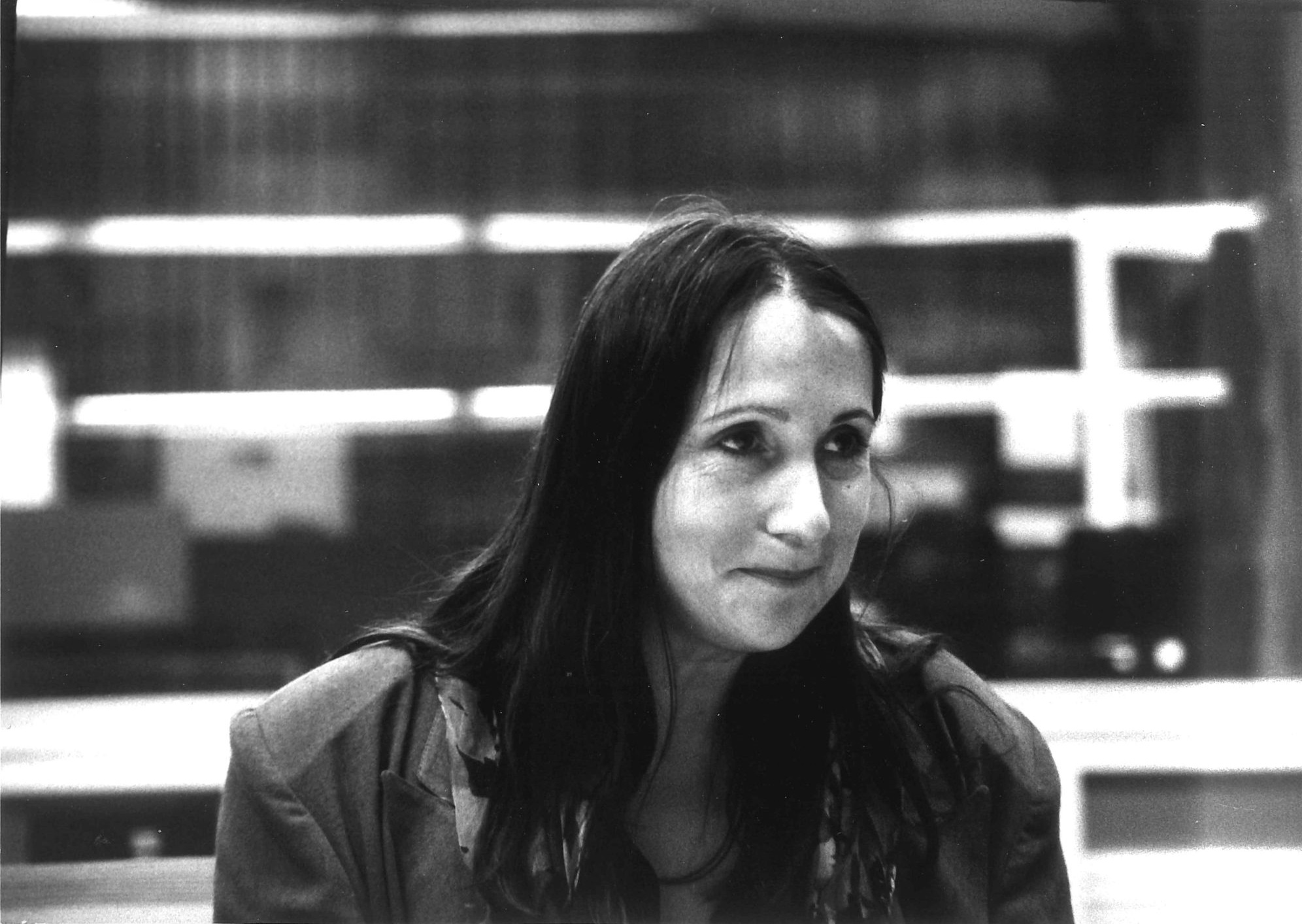
Margit Bendokat (* 1943)

- Bendová, Ema (* 2007), slowakische Leichtathletin
- Bendová, Nikola (* 1999), tschechische Leichtathletin
- Bendow, Wilhelm (1884–1950), deutscher Schauspieler und Komiker

### Bendr
- Bendra, Kristjan (* 2006), slowenischer Fußballspieler
- Bendrat, Arthur (1872–1914), deutscher Maler, Zeichner, Lithograph und Illustrator
- Bendrat, Stephanie (* 1991), österreichische Mittel- und Langstreckenläuferin
- Bendre, Sonali (* 1975), indische Schauspielerin und Model

### Bends
- Bendsen, Bende (1787–1875), nordfriesischer Lehrer, Dichter und Sprachforscher
- Bendsneyder, Bo (* 1999), niederländischer Motorradrennfahrer

### Bendt
- Bendt, Helmut W., deutscher Verleger
- Bendt, Helmuth (1939–1999), deutscher Fernsehmoderator
- Bendt, Karl-Heinz (1908–1992), deutscher Polizeibeamter und SS-Führer
- Bendt, Oliver (* 1946), deutscher Sänger
- Bendtner, Nicklas (* 1988), dänischer Fußballspieler
- Bendtsen, Bendt (* 1954), dänischer Politiker (K), Mitglied des Folketing und MdEP
- Bendtsen, Hugo Øster (1948–1998), dänischer Schauspieler

### Bendu
- Bendukidse, Kacha (1956–2014), georgischer Unternehmer und Staatsminister

### Bendz
- Bendz, Wilhelm (1804–1832), dänischer Maler
- Bendžius, Aivaras (* 1993), litauischer Eishockeyspieler
- Bendzko, Nora (* 1994), deutsche Schriftstellerin, Sängerin und Lektorin
- Bendzko, Tim (* 1985), deutscher Singer-SongwriterTim Bendzko (* 1985)

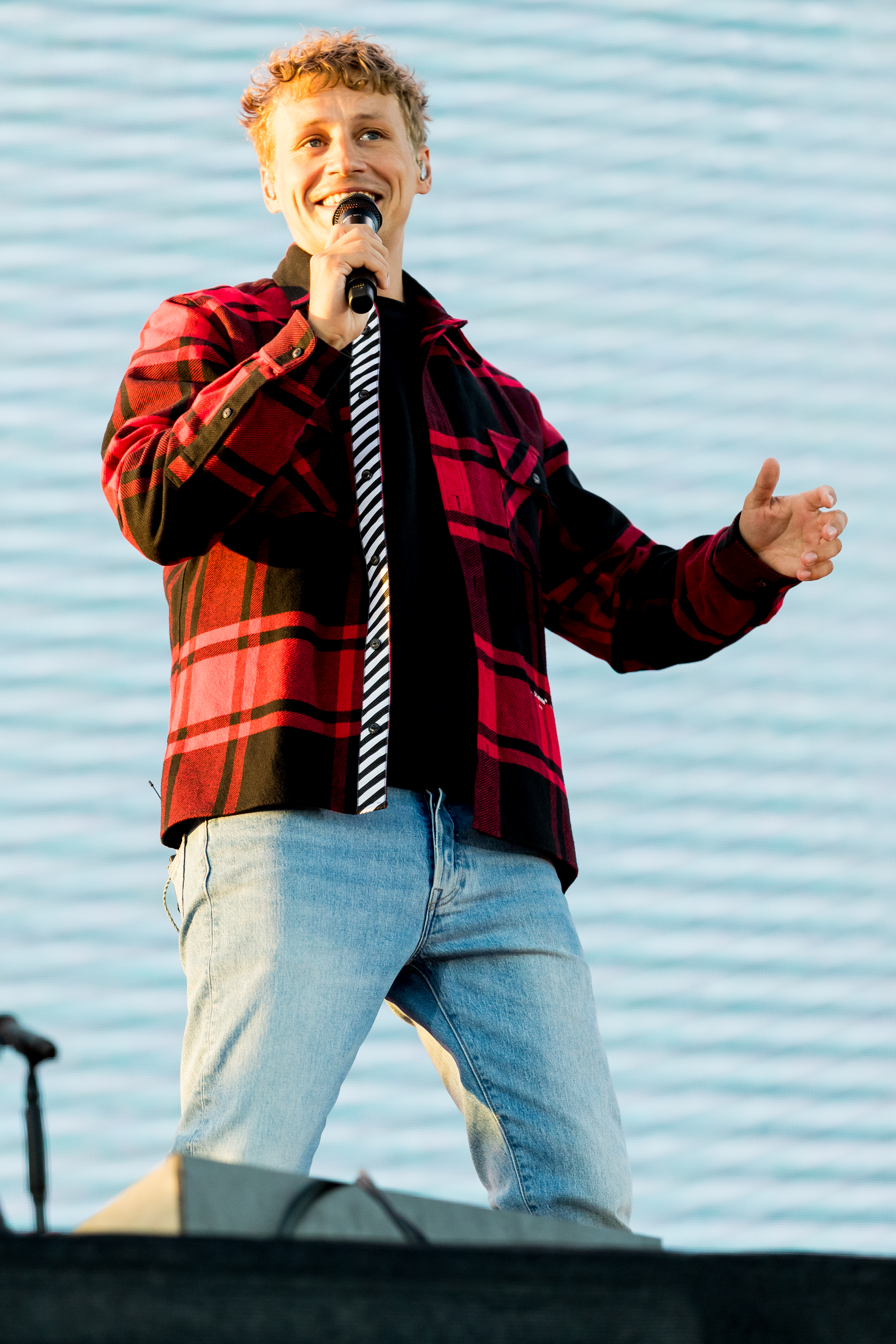
Tim Bendzko (* 1985)